# Тойода Хісакіті
Тойода Хісакіті (2 січня 1912 — 7 жовтня 1976) — японський плавець.
Олімпійський чемпіон 1932 року.